# Tomiko Itooka
Tomiko Itooka, nata Yano (in giapponese: 糸岡富子; Osaka, 23 maggio 1908 – Ashiya, 29 dicembre 2024), è stata una supercentenaria giapponese di 116 anni e 220 giorni. È stata la persona vivente più longeva al mondo dal 19 agosto 2024 sino alla sua morte, con la morte di Maria Branyas, nonché la persona vivente più longeva del Giappone e di tutta l'Asia dal 12 dicembre 2023, con il decesso di Fusa Tatsumi. È inoltre al 21° posto delle persone più longeve di sempre, la cui età sia stata verificata.

## Biografia
Nacque a Osaka il 23 maggio 1908, come seconda di tre fratelli. Dopo aver ottenuto la licenza elementare, entrò in una scuola femminile, ora denominata "Osaka Jogakuin Junior and Senior High School", e fece parte della squadra collegiale di pallavolo. Dopo essersi diplomata in questo istituto, si sposò a 20 anni e diede alla luce la prima figlia l'anno successivo: ebbe poi un'altra figlia femmina e due figli maschi. Durante la seconda guerra mondiale, il marito andò a lavorare in un'industria tessile in Corea del Sud, mentre lei rimase in Giappone a prendersi cura dei figli.
Rimasta vedova nel 1979, visse da sola nella città natale del marito, nella prefettura di Nara, per circa dieci anni. Durante questo periodo, scalò più volte il monte Nijo, tra le prefetture di Nara e di Osaka. Scalò inoltre due volte il monte Ontake, pur indossando scarpe normali, teoricamente non adatte alle escursioni in montagna. All'età di 80 anni, partecipò al pellegrinaggio Osaka 33 Kannon e, a 100 anni, salì senza bastone la lunga scalinata in pietra del santuario di Ashiya, dove si fermò a pregare. Ha inoltre visitato molte volte il tempio Yakushi-ji, nella prefettura di Nara. Durante la sua vita, si è dedicata anche alla scrittura, realizzando componimenti aforistici assimilabili ai sutra.
Visse nella città di Ashiya, nella prefettura di Hyōgo.

## Longevità
Il 25 maggio 2023, superando l'età finale di una donna deceduta a 115 anni nel 2022, divenne la persona più longeva della storia della prefettura di Hyōgo. Alla morte della 116enne Fusa Tatsumi, il 12 dicembre successivo, divenne la persona vivente più longeva del Giappone.
Il 19 agosto 2024, con la scomparsa della spagnola Maria Branyas, divenne "decana dell'umanità".
Itooka morì il 29 dicembre 2024, all'età di 116 anni e 220 giorni. Dopo la sua morte, Inah Canabarro Lucas ereditò il titolo di persona vivente più anziana del mondo.

## Curiosità
Tra le sue abitudini alimentari, mangiava banane e una bevanda a base di latte prodotta con doppia fermentazione.